# Mansooreh Hosseini
Mansooreh Hosseini (Teheran, 1 de setembre de 1926 - Teheran, 13 de juny de 2012) va ser una artista contemporània iraniana i una pionera de l'art modern del país.

## Biografia
Quan era molt jove es va descobrir el seu talent pel dibuix, i per això el seu pare a contractar un professor de pintura per ajudar-la a treballar al seu potencial. Més tard, es va formar a la Universitat de Teheran a la Facultat de Belles Arts, de la qual es va graduar el 1949. Mansooreh va deixar l'Iran a principis dels anys 50 per viure a Itàlia, on va continuar la seva formació a l'Acadèmia de Belles Arts de Roma fins al seu debut artístic a la 28a (XXVIII) Biennal de Venècia el 1956.
Després d'un període d'èxit moderat a Itàlia, Mansooreh va tornar a l'Iran el 1959 i va guanyar diversos premis a la Biennal de Pintura de Teheran. El 2004 va exposar al Museu d'Art Contemporani de Teheran.

## Estil
Mansooreh és coneguda per haver produït obres tant en estil figuratiu com abstracte. Les seves obres sovint han inclòs elements d'escriptura cúfica. És coneguda, juntament amb Behjat Sadr, per utilitzar elements tradicionals tant de la cultura persa com dels europeus contemporanis. Es considera una experimentalista. Va ser membre permanent de l'Acadèmia de les Arts de la República Islàmica de l'Iran.

## Escriptora
Mansooreh també va escriure moltes crítiques d'art a diversos mitjans iranians. En les seves crítiques era imparcial, informativa i analítica. Per exemple, al seu article Per què les exposicions no tenen espectadors? (sobre l'exposició Expression of Silence de Guity Novin), publicada a Kayhan el novembre de 1971, va observar que la intel·lectualitat iraniana ignorava exposicions importants com la d'Henry Moore al Museu Nacional de l'Iran.

## Mort
El cos de Mansooreh Hosseini va ser trobat a casa seva pels veïns el 28 de juny de 2012, 15 dies després de la seva mort. Tenia 86 anys. A principis de 2012 havia estat traslladada a l'hospital a causa de la seva malaltia cardíaca i l'edat.